# Wampiurs Wars

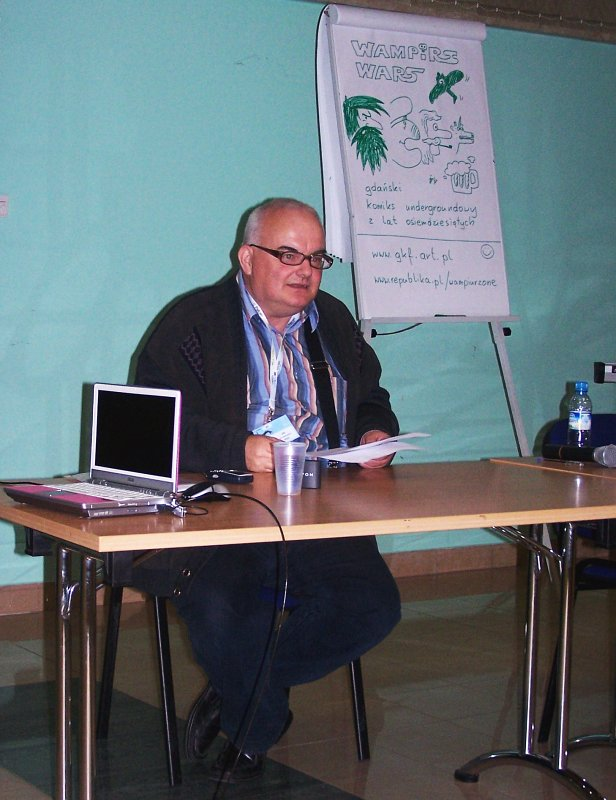
Jan Plata-Przechlewski

Wampiurs Wars – polski komiks undergroundowy. Jego twórcą (tekst i rysunki) jest Jan Plata-Przechlewski, plastyk i polonista z Wejherowa. Całość utrzymana w konwencji horroru i fantasy –  jest jednak głównie parodią wielu utworów i nurtów popkultury, okraszoną licznymi aluzjami do absurdów PRL-u.

## Historia
Ogółem komiks liczy ponad 100 czarno-białych plansz. Komiks debiutował w 1981 r., gdy autor był jeszcze studentem. Główne historyjki cyklu powstawały w latach 80. i zostały kilkakrotnie wydane przez Gdański Klub Fantastyki (z posłowiem znawcy komiksu – dr. hab. Jerzego Szyłaka). Powstały też krótkie epizody obśmiewające absurdy wczesnych lat 90.
W 2009 roku Juliusz Michał Masłowski rozpoczął pracę nad stworzeniem prequela komiksu Wampiurs Wars, w którym większość głównych bohaterów nie będzie się jeszcze wzajemnie znała. Powstały trzy epizody: Karakany Ciemności, Ostatnia beczka okowity i Wyprawa na smoka Dziaberlaka. Autor oryginału wyraził zgodę również na ten eksperyment twórczy.
Pod koniec maja 2007 roku ukazało się IV wydanie oryginału - po raz pierwszy w całości w formacie większym niż A-5 i z „popeerelowskimi” epizodami. Poza tym komiks Wampiurs Wars dostępny jest od kilku lat, w skromniejszej formie, na stronie internetowej Wampiur Zone.
W kwietniu 2008 roku w 228 numerze „Informatora GKF” pojawił się primaaprilisowy żart w formie komiksowego zwiastuna, zapowiadającego kolejną część cyklu pt. Upadek IV Monarchii. W numerze tym znalazł się również, odrzucony przez autora, jednoplanszowy komiks Wątroba Frankensteina / Angel Heart oraz dwie, nawiązujące do postaci Zizi i Zbója Madeja, grafiki Jerzego Szyłaka.

## Odbiór i krytyka
Astetyka komiksu wpisuje się w styl undergroundowy. Treść pariodiuje liczne elementy popkultury.
Swoistym uhonorowaniem Wampiurów, uznawanych przez część środowiska komiksowego za legendę polskiego undergroundu, była praca zbiorowa młodych polskich rysowników tworzących (każdy autor po kilka plansz, na styl jazzowej improwizacji) własną wersję opowieści (fabuła bez zmian, różne style rysunków). Pierwsza część tego remake'u, Na tropie wampiurów, ukazała się także nakładem GKF-u.

## Komiksy
Seria Wampiurs Wars obejmuje kilka dłuższych epizodów:
- Na tropie... wampiurów
- Odyseja wewnętrzna
- Mumia
- The Wampiure Strikes Back
- Atak grozy
- Planeta grozy
- Bitwa o Ciemnogród
- Gniew Yog-Sothotha
- Oko Sothotha
- Czarne wieści
- Czerwona gorączka

Poza tymi odcinkami ukazywały się też pojedyncze plansze i rysunki (m.in. Wampiurs Wars - return!, Wywiad z wampiurem, Wolf oraz Wątroba Frankesteina / Angel Heart).
Seria byłą kilkukrotnie wydawana drukiem, także zbiorczo. M.in. w 2007 roku wyszła w czwartym numerze magazynu "Czerwony Karzeł", a w 2021 roku nakładem wydawnictwa Kurc ukazało się 132-stronicowe wydanie zbiorcze (ISBN 978-83-961592-7-4).

## Bohaterowie
- Marcinek

Postać wymyślona przez Jana Platę-Przechlewskiego i Marka Górnisiewicza jeszcze w gdyńskim liceum plastycznym.
Marcinek to wioskowy opój walczący najpierw z wampiurami o beczkę okowity, a następnie z inwazją potworów rodem z horrorów Lovecrafta.
Inny komiks z udziałem Marcinka to ukazująca się w pierwszej połowie lat 80. w tydodniku Wiadomości Elbląskie Fantazja na Fujarkę autorstwa Jerzego Szyłaka i Marka Górnisiewicza.
- Madej

Klemens Madej to leśny zbój-alkoholik, nazwiskiem i wyglądem nawiązuje do ludowych baśni. W kolejnych częściach komiksu coraz bardziej staje się głównym bohaterem (a przynajmniej - najbardziej wyrazistą postacią) całej opowieści. Jako już eks-zbój wiąże się z Zizi (też „eks”). Dwukrotnie w swej karierze był też karczmarzem.
- Euzebiusz

Nieustraszony łowca upiorów, wilkołaków i strzyg. Okazuje się być wysoko postawionym agentem tajnych służb miłościwego króla Ćwieczka w stopniu pułkownika, po zwycięskiej bitwie o Ciemnogród awansowany do rangi generała. Jego brat, Ralf, jest z kolei oficerem królewskich sił powietrznych.
- Pankracy

Niewydarzony diabeł walczący z siłami zła wbrew swej woli, ale w imię przyjaźni.
- Pafnucy

Były anioł - alkoholik, degenerat i chuligan - prowokujący najpierw rozmaite awantury, a wreszcie walczący po stronie potworów. Najlepszym kumplem Pafnucego jest, sparodiowane w tym komiksie, monstrum Frankensteina.
- Bambarasz

Zdeklasowany czarownik, alkoholik, degenerat i oszust, były przewodniczący Gildii Czarodziejów - prowadzący najpierw ciemne interesy, a wreszcie sprzymierzający się z potworami. Jest ciągle okradany przez swego majordomusa.
- Wampiury

Krwiożercze bestie o groteskowym wyglądzie, które dały tytuł komiksowemu cyklowi. Inspiracją do nich był żartobliwy rysunek wykonany przez Bogumiła Ferensa).
Na ich czele stoi Arcywampiur. Najpierw rabują wioski, a wreszcie stają po stronie inwazji potworów. Za swą wierną służbę Yog-Sothothowi otrzymały własne królestwo - Wampiurium.

## Źródła
1. 1 2 3  Groza w kulturze polskiej, Stowarzyszenie Badaczy Popkultury i Edukacji Popkulturowej Trickster, 7 lutego 2016, s. 212, ISBN 978-83-64863-04-2 [dostęp 2021-12-19] (pol.).
2. ↑  Maciej Kowalski: Wampiurs Wars - recenzja. [w:] Aleja Komiksu [on-line]. [dostęp 2021-12-20].